# Moldaustipendium
Das Moldaustipendium wurde von 1997 bis 2010 vom Land Hessen für Künstleraufenthalte im Egon Schiele Art Centrum in Český Krumlov, Tschechien an hessische oder seit mindestens zwei Jahren in Hessen lebende Künstler aller Kunstsparten vergeben. Bei diesem Stipendium entrichtete das Land Hessen eine Zuwendung für Logis und die Nutzung eines Künstlerapartments inkl. Atelier sowie einen einmaligen Reisekostenzuschuss.

## Vergabe
Die Stipendiaten wurden vom Hessischen Ministerium für Wissenschaft und Kunst ausgewählt. Das Stipendium war auf einen Zeitraum von ein bis zwei Monaten angelegt. Bewerbungen von Künstlerinnen wurden bevorzugt. Neben einer Biografie waren dem Antrag Materialien über das aktuelle künstlerische Schaffen beizufügen sowie Erwartungen an den Aufenthalt in Český Krumlov bzw. die Vorstellung dort geplanter Projekte. Zwischen 1997 und 2010 wurde das Stipendium über 100-mal durch das Ministerium vergeben.
U. a. Österreich (seit 1995), das Bundesland Oberösterreich (seit 1999), Ungarn (ab 1998) und Taiwan (seit 2004) gewähren für Künstler ihrer Region dort ebenfalls Aufenthaltsstipendien.

## Stipendiaten (Auswahl)
Diese Liste führt ausschließlich Stipendiaten mit einem eigenen Artikel in der deutschsprachigen Wikipedia auf.
- 1997: Lilo Mangelsdorff
- 1999: Kurt Drawert, Sonja Ruf
- 2000: Harry Oberländer, Antje Siebrecht
- 2001: Michael Lampe
- 2002: Mechthild Curtius, Olaf Hauke, Thomas Henke
- 2003: Alois Bröder, Michael Meinicke
- 2004: Christian Filips, Romana Menze-Kuhn, Olaf Velte
- 2005: Ritula Fränkel, Wolfgang Luh, Nicholas Morris, Waltraud Munz
- 2006: Karsten Bott, Michael Meinicke, Manfred Seifert
- 2007: Paul-Hermann Gruner
- 2008: Christiane Feser, Peter Kurzeck
- 2009: Siegfried Kärcher
- 2010: Joachim Durrang, Harry Oberländer